# Cory Martin
Cory Martin (22 maggio 1985) è un pesista statunitense, finalista ai Mondiali di Mosca 2013.

## Palmarès
| Anno | Manifestazione    | Sede     | Evento         | Risultato | Misura  | Note |
| ---- | ----------------- | -------- | -------------- | --------- | ------- | ---- |
| 2004 | Mondiali juniores | Grosseto | Getto del peso | 11º       | 18,23 m |      |
| 2010 | Mondiali indoor   | Doha     | Getto del peso | 10º       | 20,23 m |      |
| 2013 | Mondiali          | Mosca    | Getto del peso | 9º        | 20,09 m |      |

## Altre competizioni internazionali
2010
- Oro al DécaNation ( Annecy), getto del peso - 20,03 m

2013
- Bronzo all'Adidas Grand Prix ( New York), getto del peso - 20,60 m
- Argento al Golden Gala ( Roma), getto del peso - 20,54 m
- 4º agli FBK-games ( Hengelo), getto del peso - 20,26 m
- 7º all'Athletissima 2013 ( Losanna), getto del peso - 19,83 m
- 7º al Weltklasse Zürich ( Zurigo), getto del peso - 20,18 m
- Argento al DécaNation ( Valence), getto del peso - 20,53 m
- 5º al Zagreb Meeting ( Zagabria), getto del peso - 20,24 m
- 8º al Memorial Van Damme ( Bruxelles), getto del peso - 20,07 m

2014
- Bronzo al PSD Bank Meeting Düsseldorf ( Düsseldorf), getto del peso - 20,10 m
- Bronzo all'International Hallen Meeting Karlsruhe ( Karlsruhe), getto del peso - 20,60 m
- 5º al Jamaica International Invitational ( Kingston), getto del peso - 20,22 m
- Argento al Seiko Golden Grand Prix ( Tokyo), getto del peso - 20,73 m
- 7º al Shanghai Golden Grand Prix ( Shanghai), getto del peso - 20,11 m